# Erich Bernard

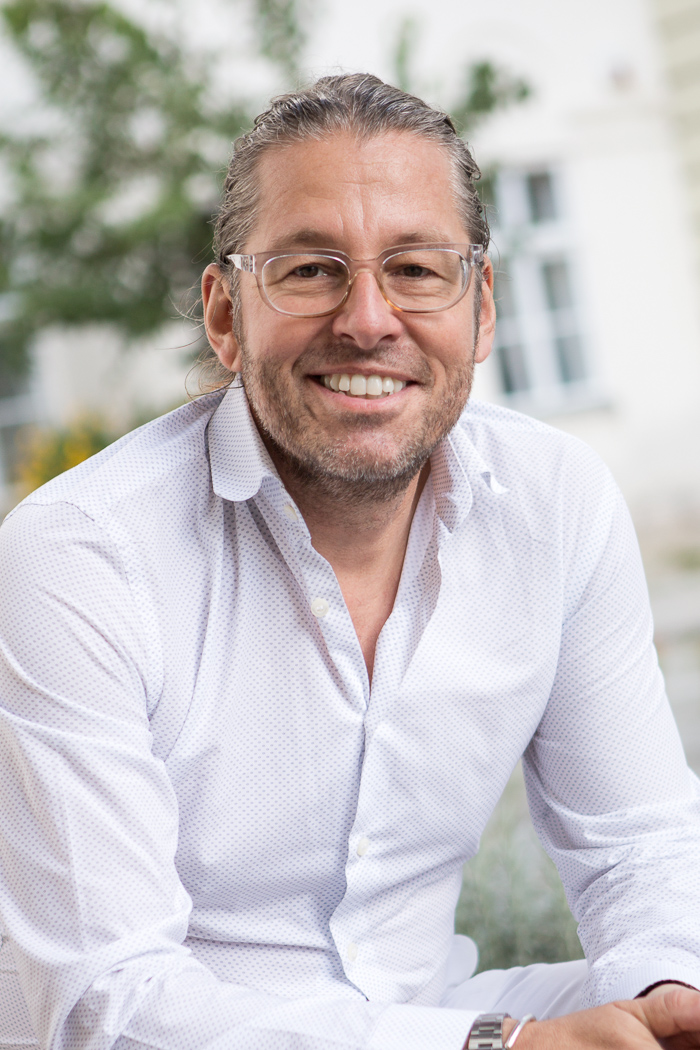
Erich Bernard (2019)

Erich Bernard (* 1965 in Graz) ist ein österreichischer Architekt und Architekturtheoretiker.

## Leben
Bernard studierte Architektur an der TU Graz und schloss die Meisterklasse bei Wilhelm Holzbauer an der Hochschule für angewandte Kunst Wien ab.
1995 war Erich Bernard Gründungspartner von Bernard Ebner Hasenauer Ferenczy ZT GmbH (BEHF Architekten) (bis 2005 aktives Mitglied der Geschäftsführung) 2004 Gründung von BWM Architekten (gemeinsam mit Daniela Walten und Johann Moser) bis heute CEO. 2013 Gründung von bwm retail gmbH, mit der spezialisiert auf Shop Design, Cooperate Architecture und Projektmanagement.
Als Head of Interior und Hospitality setzte er zukunftsweisende Projekte für zahlreiche österreichische Traditionsbetriebe wie Hotel Sacher, Wiener Staatsoper, Restaurant Figlmüller, Juweliere A.E. Köchert, Konditorei Oberlaa sowie internationale Marken wie 25hours hotels, IHG Hotels & ResortsVienna House, Moxy Hotels, Marriott International, Radisson Hotels um.
Er trat als Experte zu Themen der Architektur, insbesondere Denkmalschutz, Hotel- und F&B-Gestaltung auf, und ist Buchautor zur Kultur und Wiederentdeckung der Sommerfrische.
Erich Bernard ist verheiratet und hat eine Tochter. Er hat seine Wahlheimat in Triest gefunden und pendelt zwischen Triest und Wien.

## Organfunktionen
- Seit 1998 Mitglied der Künstlerhaus-Vereinigung, Gesellschaft bildender Künstlerinnen und Künstler Österreichs
- 1998–2003 Vorstandsmitglied der ÖGFA (Österreichische Gesellschaft für Architektur)
- 2020/2021 Jurymitglied zur Vergabe der Margarete-Schütte-Lihotzky-Projektstipendien
- seit 2022 Jurymitglied des Hotel Design Awards
- seit 2023 Beirat für Architektur und Design der Abteilung IV/A/6 des Bundesministeriums für Kunst, Kultur, öffentlichen Dienst und Sport

## Lehrtätigkeit
- 2005–2007 Gastvorlesungen an der Technischen Universität Wien, Institute für Wohnbau und Entwerfen, Gebäudelehre und Entwerfen und Städtebau
- 2007–2014 Lektor an der Donauuniversität Krems, Institut f. Bauforschung
- 2010 Universität für Angewandte Kunst: Gastkritiker und Workshopleiter im Rahmen des Symposiums „(un)Built“, Alumni-Programm
- Mai und Dezember 2012 Gastlektor an der NDU – New Design University St. Pölten
- 2013/2015/2016 Gastprofessor an der NDU – New Design University St. Pölten, Studiengang Innenarchitektur & 3D Gestaltung:
- 2016/2017 Gastlektor an der Modul University Vienna, Studiengänge Tourism and Hospitality Management & Tourism und Hotel Management and Operations
- seit 2018 Gastprofessor an der Austrian Marketing University of Applied Sciences / FH Wieselburg

## Studien
- Architektonische Studien für Gemeinde Wien/MA19 Arbeitsgemeinschaft Erich Bernard, Barbara Feller, Jan Tabor
  - - Die Wiener Höhenstraße und ihre baukünstlerische Ausgestaltung, 1994
  - - Siedlungen 1918–1945, 1995
  - - Die Wiener Flaktürme – 50 Jahre Auseinandersetzung mit Betonmonolithen, 1996
  - - Wiener Wohnbau der NS-Zeit – Ankündigungen und Tatsachen, 1996
  - - Aufstockungen – Unmerkliche Veränderung von Wiens Stadtbild, 1997
- Div. Kulturhistorische Forschungsarbeiten zur Architektur- und Stadtgeschichte von Wien, 20. JH im Auftrag der Gemeinde Wien, MA 19, gemeinsam mit Jan Tabor und Barbara Feller 1995–2001:
  - Die Wiener Höhenstraße und ihre baukünstlerische Ausgestaltung
  - Vergessene Prestigebauten. Vorbildliche Bauten in Wien 1945 – 1975
  - Die Siedlung Malfatti, Moderne in Wien Hietzing - Die Siedlung Hasenleiten, Vom Barackenlager zur Wohnanlage
  - Die Siedlung Starchant, „Kronstück christlicher Wohnungspolitik“ - Die Wiener Flaktürme, 50 Jahre Umgang mit Betonmonolithen
  - Umbaupläne für Wien, Vision und Realität 1900 - 1994
  - Aufstockungen. Die unbemerkte Veränderung von Wiens Stadtbild
  - Siedlungen in Wien 1918 – 1945. Teil 1 Bestandsaufnahme
- Festlegung der Schutzzonen im 2., 6., 19., 20. Bezirk, Schnellinventarisierung und Basisinventarisierung, ab 1997 laufend (gemeinsam mit Jan Tabor, Barbara Feller und Liz Zimmermann) im Auftrag der Magistratsabteilung 19
- Projekt Schutzzonenmodell – Schnellinventarisierung und Ausarbeitung von Vorschlägen zur Festlegung von Schutzzonen in den Bezirken 2, 6, 10, 19, 20  – Basisinventarisierung innerhalb von Schutzzonen im 6. Wiener Gemeindebezirk
- Studie Werbung in der Stadt, 2002 Auftraggeber: Gemeinde Wien/MA19 Erich Bernard, Barbara Feller, Jan Tabor, Liz Zimmermann
- Komparative Studie zum Werbekonzept der Stadt Zürich, 2004 Auftraggeber: Gemeinde Wien/MA19 Erich Bernard, Jan Tabor, Liz Zimmermann
- Wiener Fenster; Konzept zum Umgang mit dem Schutz der historischen Wiener Fenster, Teil I (gemeinsam mit Jan Tabor, Prof. Kupf, Liz Zimmermann, und Michael Barnert) im Auftrag der Magistratsabteilung 19, 2005 – 2007 Kulturstättenkonzept Graz, Ausarbeitung eines Konzeptes zum ökonomischen Umgang mit der Ressourcen
- Studie Wiener Fenster – Gestaltung und Erhaltung, 2006 Auftraggeber: Gemeinde Wien/MA19 Erich Bernard / BWM Architekten, Martin Kupf, Michael Barnert, Liz Zimmermann
- Die Stadt als Schauplatz – Ereigniskultur und Werbung, in: Leitbild öffentlicher Raum Wien, 2008 Auftraggeber: Gemeinde Wien/MA19 Erich Bernard, Liz Zimmermann
- Erstellung eines Bewertungssystems für Wiener Bauten der Nachkriegszeit 1945 – 1978, im Auftrag der Gemeinde Wien gemeinsam mit Barbara Feller, Jan Tabor, Manfred Wehdorn, im Auftrag der Magistratsabteilung 19 in Zusammenarbeit mit dem Bundesdenkmalamt, 2010–2012
- Gesamtinventarisierung der Architektur von 1945–1979 in Wien – Komplettbefahrung, 2013–2014 Auftraggeber Gemeinde Wien/MA19 ARGE BWM Feller Tabor, Liz Zimmermann
- Der Umgang mit Blickbeziehungen im städtischen Gefüge. Blickziele und Ausblickspunkte, Studie im Auftrag der MA 19, Wien (gemeinsam mit Barbara Feller, Liz Zimmermann und Jan Tabor), 2018
- Siedlung Wienerfeld. Dokumentation im Auftrag der Stadt Wien, Magistratsabteilung 19, Wien (gemeinsam mit Barbra Feller und Liz Zimmermann), 2022
- Baugewerbeschule Kagran. Studie im Auftrag der Stadt Wien, Magistratsabteilung 19, (gemeinsam mit Barbra Feller und Liz Zimmermann), 2022

## Auszeichnungen
- 2004: Niederösterreichischer Kulturpreis für „Cinema Paradiso“
- 2013: best architects 2013: Hotels Topazz in Wien
- 2014: gebaut 2013: Auszeichnung für vorbildlichen Bau des Hotels Caroline in Wien
- 2015: Architects of the year 2015
- 2015: Alpitecture Award 2015: Die Vinofaktur Vogau
- 2018: if Design Award 2018:  EXPO-Pavillon 2017 in Astana/Kasachstan
- 2019: Ahead Award 2019: „Salon Sacher“
- 2019 Austrian Interior Design Award 2019: Hotel am Konzerthaus / Restaurant Apron in Wien
- 2020: German Design Award 2020:Salon Sacher & Haus der österreichischen Geschichte (hdgö)
- 2021: „Wiener Stadterneuerungspreis“: „Traungasse 12“
- 2021: LIV Hospitality Design Awards: Hotel Gilbert
- 2022: dezeen awards: für Hotel Gilbert
- 2023: iF DESIGN AWARD: Hotel Galantha
- 2023: Big See Award: Revo München
- 2023: LIV Hospitality Design Awards: Hotel Indigo Vienna